# Czujnik wątkowy
Czujnik wątkowy – urządzenie krosna tkackiego, należące do grupy urządzeń kontrolno-zabezpieczających, kontrolujące obecność wątku w przesmyku.
Czujniki wątkowe stosowane są tylko w krosnach z napędem mechanicznym. W momencie, kiedy kończy się przędza na nawoju wątkowym lub zrywa się nitka wątku, następuje zatrzymanie pracy krosna i sygnalizacja tego faktu.
W różnych konstrukcjach krosien stosowane są bardziej lub mniej skomplikowane mechanizmy czujników.
- mechaniczne – stosowane w starszych konstrukcjach krosien, zatrzymują pracę krosna, bez sygnalizacji zrywu
- mechaniczno-elektryczne – stosowane w różnych typach krosien, z sygnalizacją zrywu
- elektroniczne – stosowane w nowszych konstrukcjach, sygnalizują fakt zadziałania czujnika.

Zastosowanie czujników wątkowych zmniejsza liczbę błędów tkackich, ułatwia pracę tkacza oraz zwiększa wydajność tkalni.
W nowoczesnych tkalniach tkacz obsługuje często kilkanaście lub nawet kilkadziesiąt krosien, dlatego sygnalizacja zrywów wątku powinna być widoczna z dużej odległości. Ma ona istotny wpływ na szybkość usunięcia awarii.